# Albania's Next Top Model
Albania's Next Top Model là một chương trình truyền hình thực tế của Albania, được công chiếu vào ngày 6 tháng 12 năm 2010 trên Top Channel. Chương trình này là phiên bản Albania của America's Next Top Model. Những cô gái trẻ sẽ tranh giành danh hiệu Albania's Next Top Model, tạo cho họ cơ hội để bắt đầu sự nghiệp của mình trong ngành người mẫu.

## Các mùa
| Mùa | Phát sóng           | Quán quân   | Á quân           | Các thí sinh theo thứ tự bị loại | Tổng số thí sinh | Điểm đến quốc tế |
| --- | ------------------- | ----------- | ---------------- | --- | ---------------- | ---------------- |
| 1   | 6 tháng 12 năm 2010 | Erida Lama  | Tatjana Ramadani | Enkelejda Dukaj & Marianthi Koci, Odeta Cuedari, Florinda Marashi (tước quyền thi đấu) & Franceska Jaçe (tước quyền thi đấu), Alsona Ivani (dừng cuộc thi), Ksela Lara, Eralda Hoxhaj, Esterina Tafili, Stela Cara, Valbona Shahini, Jehona Krasniqi (dừng cuộc thi), Adela Veizi, Nina Zeneli, Sonia Mulaj, Edna Cane, Keidi Jashari, Lorena Skana, Erkida Hunci, Ergi Ceka | 22               | Pristina         |
| 2   | 15 tháng 6 năm 2011 | Greis Drenn | Eranda Hazizaj   | Esterina Lonj, Enxhi Benga, Ina Tariqan, Sonja Cinlu, Franceska Tijana, Sara Andraj, Anisa Karih, Alisa Beqiraj, Artiola Hajdari, Lume Ibraj, Dorisa Kacorra, Erma Balla, Sidorela Sefolli, Elena Lika & Rezina Giergialiaj, Majami, Dorina Gegici | 19               | Rome             |